# Asphyx
Asphyx est un groupe néerlandais de death metal, originaire d'Overijssel. Il est formé en 1987 par le batteur Bob Bagchus et le guitariste Tonny Brookhuis. En 1990, Martin Van Drunen rejoint le groupe et enregistre The Rack, et Last One on Earth. Juste après avoir enregistré Last One on Earth, en 1992, Martin Van Drunen est remplacé par Ron Van Pol qui était le bassiste de session du groupe. Le groupe se séparera une première fois en 1994.
Le groupe se reforme en 1995 avec Theo Loomans, chanteur du groupe entre 1988 et 1990, mais il se suicide en 1998. Asphyx continue brièvement mais jette finalement l'éponge en 2000. Depuis 2007, le groupe redevient actif, publie deux albums dans la lignée de The Rack et Last One on Earth, et retrouve son succès grâce au retour de Martin Van Drunen.

## Histoire

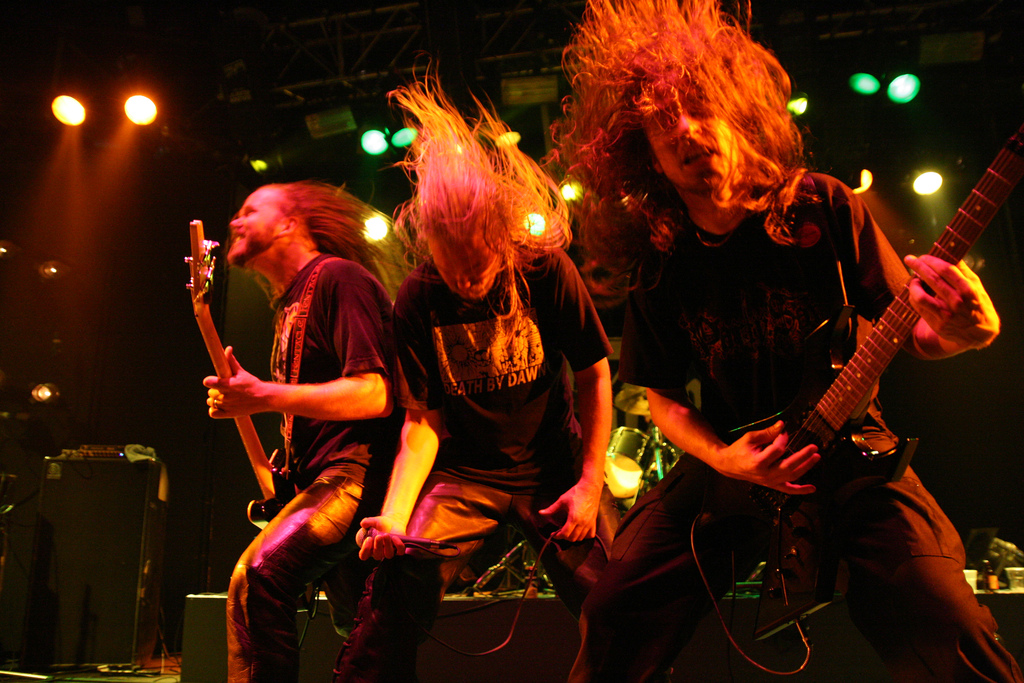
Asphyx, à un concert à Londres, en 2007.

Le groupe est formé en 1987 par Bob Bagchus et Tonny Brookhuis. Eric Daniels est recruté comme second guitariste et Chuck Colli se joint au chant et à la basse. Cette formation enregistre la démo Enter the Domain. En mars 1989, Colli est remplacé par Theo Loomans et le groupe enregistre la démo Crush the Cenotaph. Brookhuis quitte ensuite le groupe et les trois membres restants enregistrent Embrace the Death, un album qui ne sera jamais publié à cause de problèmes de droits.
Après son départ de Pestilence au début des années 1990, Martin van Drunen se joint à Asphyx et le groupe signe avec le label Century Media Records. Après la sortie de leur premier album, The Rack, ils tournent en Europe avec Entombed, puis se lancent en tournée avec Bolt Thrower et Benediction en 1992. Peu après l'enregistrement de leur deuxième album, Last One on Earth, van Drunen quitte le groupe et est remplacé par Ron van der Pol. Finalement, Bagchus quitte aussi le groupe, et est remplacé par Sander van Hoof.
En 1994, le groupe publie son troisième et homonyme album, mais se sépare peu de temps après. En 1995, Loomans et Bagchus reforment Asphyx et enregistrent God Cries. Dans le même temps, l'album Embrace the Death, enregistré en 1990, est publié. Néanmoins, le groupe se sépare de nouveau après cette sortie. En 1998, Loomans décède lors d'un accident ferroviaire. Il semblerait s'être suicidé. Quelque temps plus tard, Soulburn est formé par Bagchus et Daniels et, ensemble avec le chanteur Pentacle et le bassiste Wannes Gubbels, ils enregistrent Feeding on Angels. En 1999, ils renomment le projet Asphyx et enregistrent l'album On the Wings of Inferno avec la même formation. Mais Asphyx se sépare de nouveau en 2000.
En janvier 2007, le groupe se réunit avec van Drunen, Gubbels, Paul Baayens et Bagchus. Ils décident de ne pas enregistrer de nouvel album, mais de se consacrer à des performances sur scène. Cependant, en janvier 2008, ils enregistrent une reprise de Celtic Frost, et une nouvelle chanson intitulée Death... The Brutal Way. En juillet 2008, ils annoncent un nouvel album. Death... The Brutal Way est publié en juin 2009 par Century Media Records. Il est publié en Amérique du Nord par Ibex Moon Records le 18 août 2009 et devient rapidement le mieux vendu du label.
Le 30 novembre 2011, Asphyx termine d'enregistrer son huitième album studio, Deathhammer, prévu pour le 27 février 2012 en Europe et le 28 février 2012 en Amérique du Nord par Century Media Records,. En mars 2014, le membre fondateur Bob Bagchus se sépare du groupe et est remplacé par Stefan Hüskes. Le 14 octobre 2015, Asphyx annonce travailler sur un nouvel album prévu pour novembre, une suite à Deathhammer. L'album, intitulé Incoming Death, sort le 30 septembre 2016.
Le 22 janvier 2021, Asphyx sort un nouvel album intitulé Necroceros chez Century Media Records. Il obtient la note de 8,5/10 sur Blabbermouth.net.

## Membres

### Membres actuels
- Martin van Drunen – chant (1990–1992, depuis 2007), basse (1990–1992)
- Alwin Zuur – basse (depuis 2010)
- Paul Baayens – guitare (depuis 2007)
- Stefan Hüskens - batterie (depuis 2014)

### Anciens membres
- Tonny Brookhuis – guitare (1987–1989)
- Bob Bagchus – batterie (1987–1993, 1995–1996, 1997–2000, 2007–2014)
- Eric Daniels – guitare (1988–1994, 1995–1996, 1997–2000)
- Chuck Colli – chant, basse (1988–1989)
- Theo Loomans – chant, basse (1989–1990, 1995–1996)
- Ron van der Pol – chant, basse (1992–1994)
- Sander van Hoof – batterie (1993–1994)
- Heiko Hanke – claviers (1994)
- Ronny van der Wey – guitare (1996)
- Wannes Gubbels – basse, chant (1997–2000, 2007–2010)